# Fontaine-Bonneleau
Pour les articles homonymes, voir Fontaine.
Fontaine-Bonneleau est une commune française située dans le département de l'Oise, en région Hauts-de-France.

## Géographie

### Description
Village rural picard de  la vallée de la Selle, affluent de la Somme.
Il est situé sur la route (RD 106 et RD 206) reliant Beauvais à Amiens, sensiblement à mi- distance de ces deux villes. Le diffuseur  16 (Hardivilliers) de l'autoroute A16 est situé à une dizaine de kilomètres de Croissy.

### Communes limitrophes
| Lavacquerie | Croissy-sur-Celle  |            |
|             | Fontaine-Bonneleau | Blancfossé |
| Catheux     | Le Saulchoy        | Domeliers  |

### Hydrographie

#### Réseau hydrographique
La commune est située dans le bassin Artois-Picardie. Elle est drainée par la Selle ou Somme, la Ferme du Bois de la Haie et la rivière la Celle,.
La Selle (orthographiée Celle dans le département de l'Oise), d'une longueur de 39 km, prend sa source dans la commune de Catheux et se jette  dans la Somme canalisée à Amiens, après avoir traversé 16 communes,.

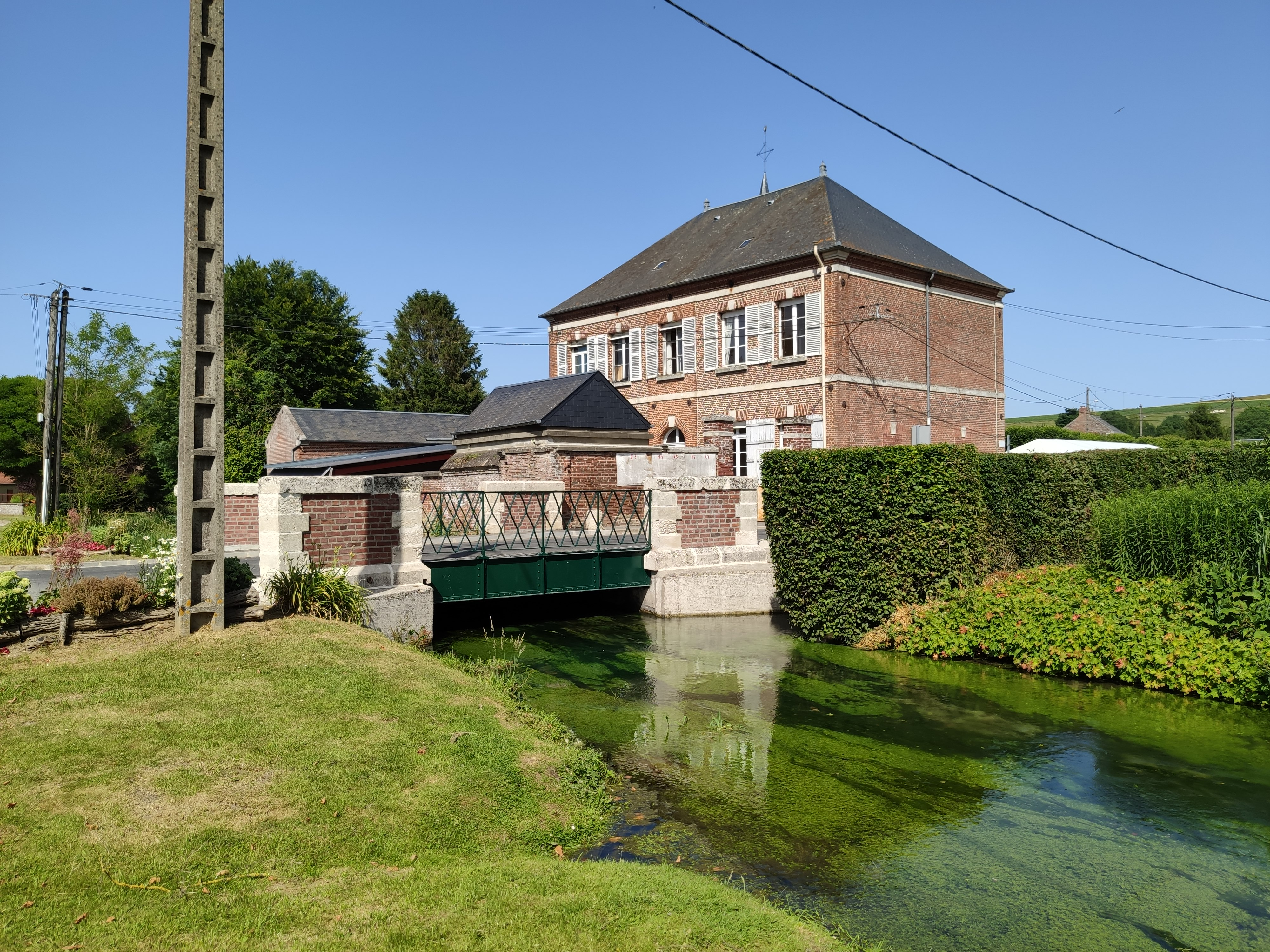
Le pont sur la Celle ét l'école.
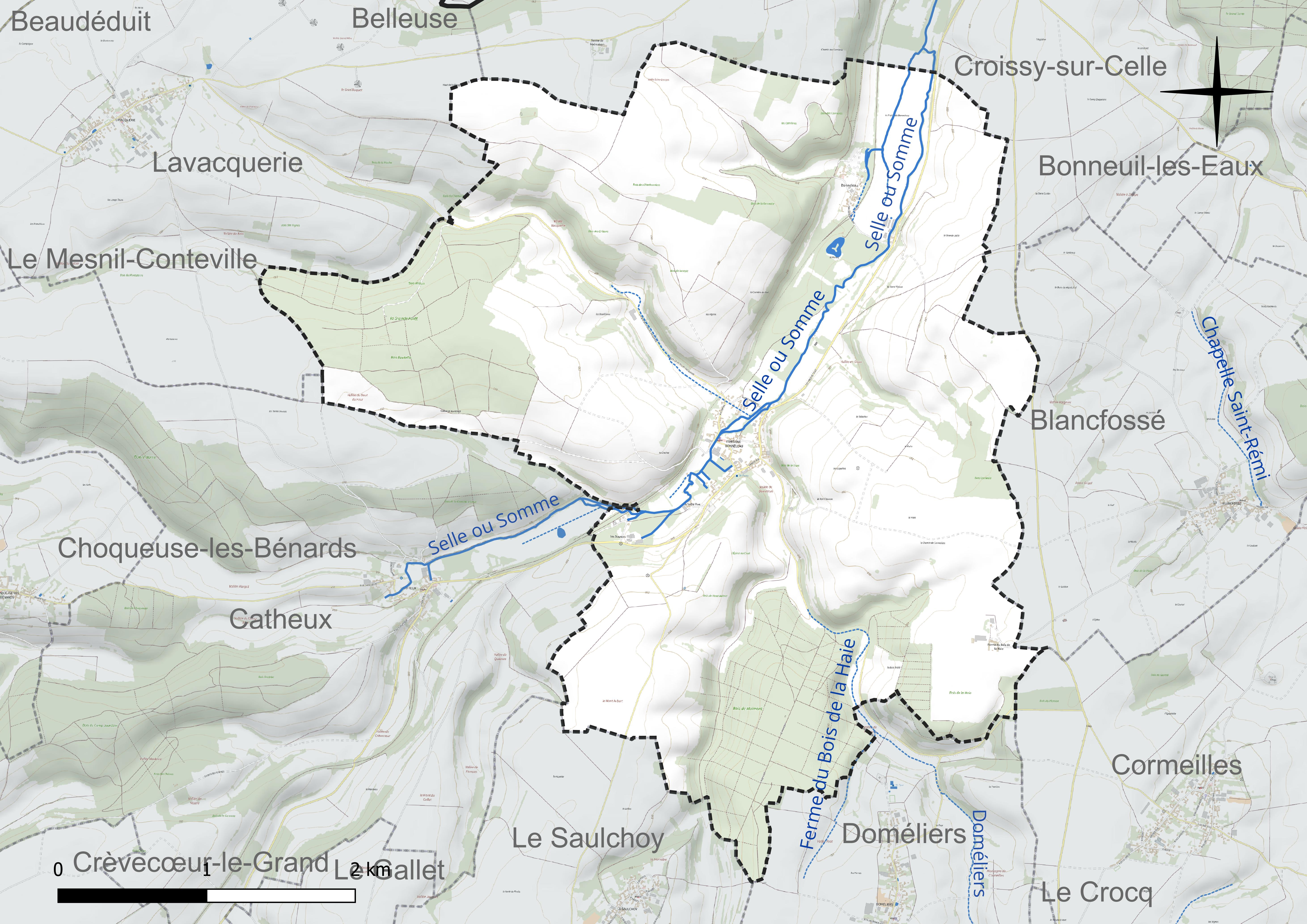
Réseau hydrographique de Fontaine-Bonneleau.

#### Gestion et qualité des eaux
Le territoire communal est couvert par le schéma d'aménagement et de gestion des eaux (SAGE) « Sensée ». Ce document de planification concerne un territoire de 1 835 km2 de superficie, délimité par le bassin versant de la Somme canalisée. Le périmètre a été arrêté le 29 avril 2010 et le SAGE proprement dit a été approuvé le 6 août 2019. La structure porteuse de l'élaboration et de la mise en œuvre est le syndicat mixte d'aménagement hydraulique du bassin versant de la Somme (AMEVA).
La qualité des cours d'eau peut être consultée sur un site dédié géré par les agences de l'eau et l'Agence française pour la biodiversité.

### Climat
Pour des articles plus généraux, voir Climat des Hauts-de-France et Climat de l'Oise.
En 2010, le climat de la commune est de type climat océanique dégradé des plaines du Centre et du Nord, selon une étude du CNRS s'appuyant sur une série de données couvrant la période 1971-2000. En 2020, Météo-France publie une typologie des climats de la France métropolitaine dans laquelle la commune est exposée à un climat océanique et est dans la région climatique Nord-est du bassin Parisien, caractérisée par un ensoleillement médiocre, une pluviométrie moyenne régulièrement répartie au cours de l'année et un hiver froid (3 °C).
Pour la période 1971-2000, la température annuelle moyenne est de 10,6 °C, avec une amplitude thermique annuelle de 14,4 °C. Le cumul annuel moyen de précipitations est de 752 mm, avec 12 jours de précipitations en janvier et 8,3 jours en juillet. Pour la période 1991-2020, la température moyenne annuelle observée sur la station météorologique la plus proche, située sur la commune de Rouvroy-les-Merles à 15 km à vol d'oiseau, est de 10,7 °C et le cumul annuel moyen de précipitations est de 647,9 mm,. Pour l'avenir, les paramètres climatiques de la commune estimés pour 2050 selon différents scénarios d'émission de gaz à effet de serre sont consultables sur un site dédié publié par Météo-France en novembre 2022.

## Urbanisme

### Typologie
Au 1er janvier 2024, Fontaine-Bonneleau est catégorisée commune rurale à habitat dispersé, selon la nouvelle grille communale de densité à sept niveaux définie par l'Insee en 2022.
Elle est située hors unité urbaine. Par ailleurs la commune fait partie de l'aire d'attraction de Beauvais, dont elle est une commune de la couronne,. Cette aire, qui regroupe 162 communes, est catégorisée dans les aires de 50 000 à moins de 200 000 habitants,.

### Occupation des sols
L'occupation des sols de la commune, telle qu'elle ressort de la base de données européenne d'occupation biophysique des sols Corine Land Cover (CLC), est marquée par l'importance des territoires agricoles (72 % en 2018), une proportion identique à celle de 1990 (72 %). La répartition détaillée en 2018 est la suivante : 
terres arables (56,7 %), forêts (23 %), zones agricoles hétérogènes (12 %), prairies (3,4 %), milieux à végétation arbustive et/ou herbacée (3,1 %), zones urbanisées (1,9 %). L'évolution de l'occupation des sols de la commune et de ses infrastructures peut être observée sur les différentes représentations cartographiques du territoire : la carte de Cassini (XVIIIe siècle), la carte d'état-major (1820-1866) et les cartes ou photos aériennes de l'IGN pour la période actuelle (1950 à aujourd'hui).

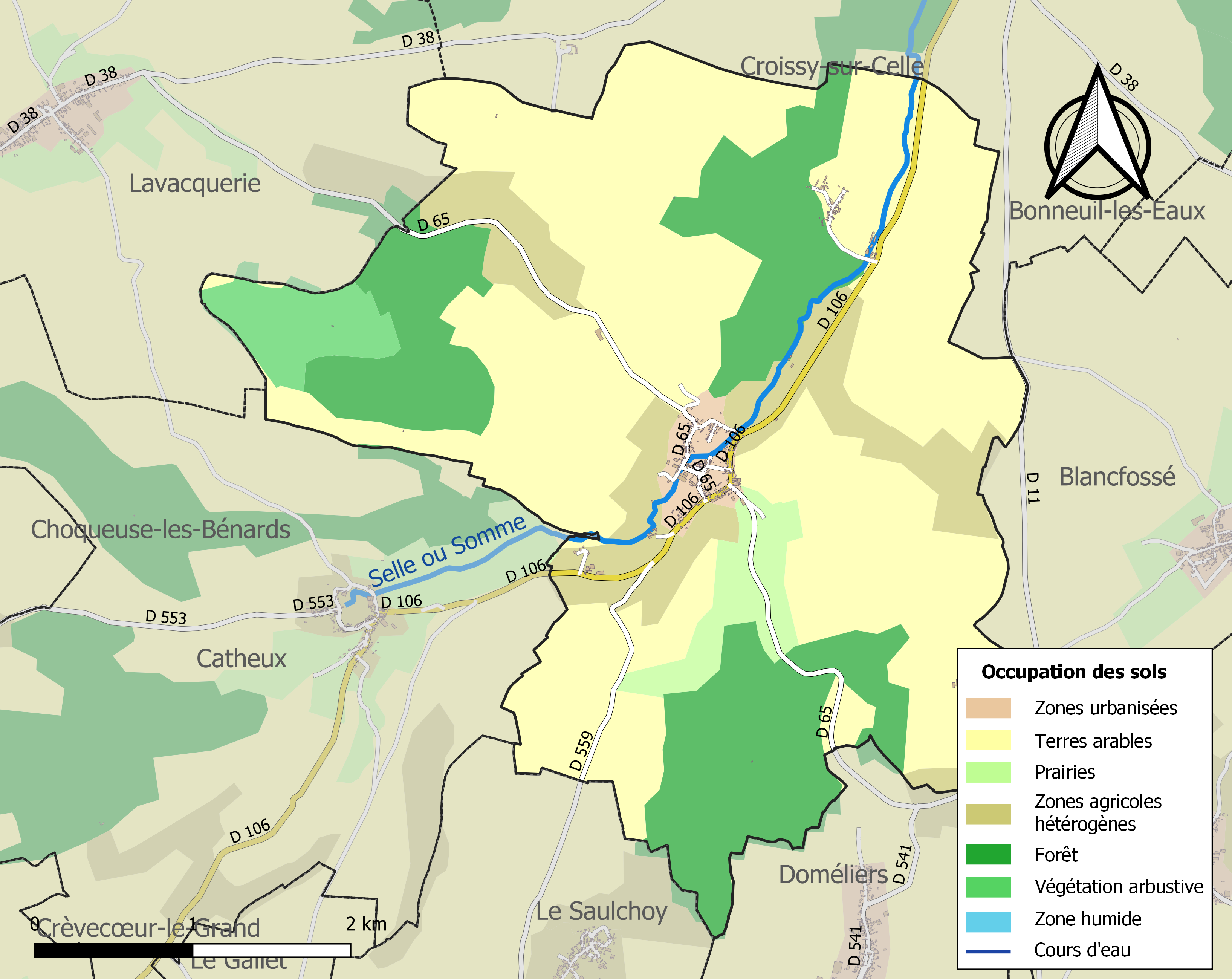
Carte des infrastructures et de l'occupation des sols de la commune en 2018 (CLC).

### Lieux-dits, hameaux et écarts
La commune comprend le hameau de Bonneleau, situé à 700 m environ du village.

### Habitat et logement
En 2019, le nombre total de logements dans la commune était de 138, alors qu'il était de 132 en 2014 et de 122 en 2009.
Parmi ces logements, 81,1 % étaient des résidences principales, 5,1 % des résidences secondaires et 13,8 % des logements vacants. Ces logements étaient pour 92,4 % d'entre eux des maisons individuelles et pour 0,7 % des appartements.
Le tableau ci-dessous présente la typologie des logements à Fontaine-Bonneleau en 2019 en comparaison avec celle de l'Oise et de la France entière. Une caractéristique marquante du parc de logements est ainsi une proportion de résidences secondaires et logements occasionnels (5,1 %) supérieure à celle du département (2,4 %) et à celle de la France entière (9,7 %). Concernant le statut d'occupation de ces logements, 76,4 % des habitants de la commune sont propriétaires de leur logement (79,5 % en 2014), contre 61,4 % pour l'Oise et 57,5 pour la France entière.
| Typologie                                               | Fontaine-Bonneleau | Oise | France entière |
| ------------------------------------------------------- | ------------------ | ---- | -------------- |
| Résidences principales (en %)                           | 81,1               | 90,4 | 82,1           |
| Résidences secondaires et logements occasionnels (en %) | 5,1                | 2,4  | 9,7            |
| Logements vacants (en %)                                | 13,8               | 7,1  | 8,2            |

### Voies de communication et transports
Depuis la fermeture de la ligne SNCF reliant Beauvais à Amiens, le village n'est plus desservi que par des cars.
La commune est desservie, en 2023, par les lignes 616 et 6109 du réseau interurbain de l'Oise et par la ligne 729 du réseau Trans'80.

## Toponymie
Le nom de la localité est attesté sous les formes « in villa nuncupata Fontanoe super fluvio Salam » (850) ; Paganus major de Fontanis (1142) ; juxta agros Fontanicos (1206) ; de Funtanis subtus Catheu (1282) ; Fontaine sur Selle (vers 1550) ; Fontaine sous Catheux (vers 1550) ; Fontaine soubs Catheux (XVIe) ; Fontaines sous Cateau (1720) ; Fontaine-Bonneleau (1840).

"Fontaine" pour la source ferrugineuse de Bonneleau qui était exploitée depuis 1770. Du latin fons, fontis. En Picardie une fontaine est souvent une source qui est un mot peu utilisé dans la région.
Bonneleau est un ancien hameau de Fontaine sous Catheux, attesté sous la forme Bonneleau 1836.

Bonneleau est le diminutif de la localité voisine de Bonneuil-les-Eaux.

## Histoire

### Antiquité
- Dans le bois alors appelé La Grande forêt, à l'ouest du territoire communal sont découverts au XIXe siècle des fosses de forme circulaires attribuées à l'époque gauloise[23].
- Le tracé de la route de Beauvais à Amiens par Verderel, Auchy-Ia-Montagne et  Fontaine-Bonneleau correspond au tracé d'une ancienne voie romaine[24].

### Moyen Âge
- On а trouvé des cercueils de pierre tendre sur le coteau au nord est de Fontaine, qui semblent dater du Moyen Âge[23].

- Les carrières de Bonneleau sont célèbres au Moyen Âge pour la qualité de ses pierres[25].
- La seigneurie de ce lien appartient au chapitre d'Amiens, qui possède une grande partie du territoire, notamment les fermes.de Valallet et de Malassiset, qui n'existaient déjà plus au milieu du XIXe siècle[18].

### Temps modernes
- Comme son nom l'indique, des sources d'eau minérales existent à Fontaine-Bonneleau : les trois premières sources, nommées  Vallot, Lapostole et Lave ont été découvertes  en 1770, puis captées par M. Vallot, apothicaire à Amiens, qui les exploite jusqu'à la Révolution française. Ces eaux étaient préconisées pour tous problèmes digestifs. Les dames de la cour de Louis XV en consommaient, et différents médecins de l'époque les prescrivaient à leurs patients[26],[27],[28].

### Époque contemporaine

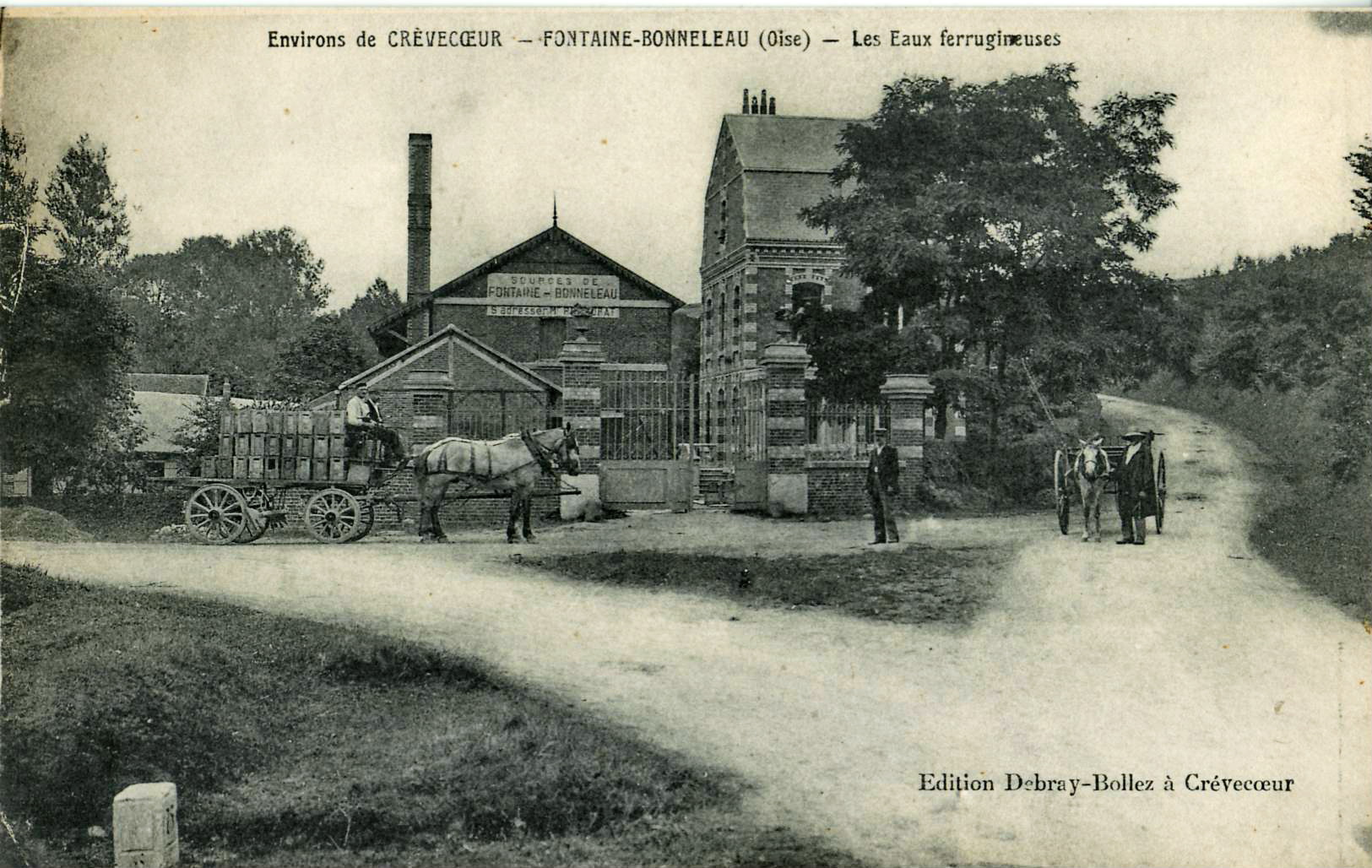
Les sources de Fontaine-Bonneleau au début du XXe siècle.

- Au XIXe siècle, le village dispose de cinq moulins sur la Celle (dont le moulin à huile de M. Dervois-Hanquez, autorisé en 1831[29]), d'un four à chaux et d'une carrière[30]. Louis Graves indiquait en 1836 « Il existe sur le versant nord de la vallée , au lieudit la pierre de la roche , un fort ou souterrain dont l'entrée est fermée »

- En 1869, la commune dispose d'un percepteur, M. Lemarchand, et d'un médecin, M. Tharel[31]. La perception existe toujours en 1931[32].

- De 1876 à 1939, la commune dispose de la  gare de Fontaine-Bonneleau de chemin de fer sur la ligne Beauvais - Amiens. Implantée près de l'usine des sources, elle en transporte les productions et contribue à son développement. La laiterie de Fontaine-Bonneleau expédie deux wagons quotidiens. Le tronçon desservant Fontaine-Bonneleau est fermé au trafic marchandises en 1969.
- Une halte supplémentaire sur cette ligne est  créé vers 1889, sur la demande et avec le financement du comte de Chatenay, sénateur de l'Oise, alors personnage très influent, semble-t-il pour desservir son domaine[33].

Circonscriptions d'Ancien Régime.
Le village était situé sur les limites de la Picardie et du Beauvaisis.
Le village relevait  de la prévôté royale  de Beauvaisis à Grandvilliers, du bailliage d'Amiens, de l'élection d'Amiens.
La paroisse Saint-Georges dépendait du doyenné et diocèse d'Amiens. L'évêque d'Amiens y nommait le curé

## Politique et administration
La commune de Fontaine, instituée lors de la Révolution française, a absorbé avant 1801 celle de Bonneleau et devient Fontaine-Bonneleau.

### Rattachements administratifs et électoraux

#### Rattachements administratifs
La commune se trouve depuis 1950 dans l'arrondissement de Beauvais du département de l'Oise.
Elle faisait partie depuis 1801 du canton de Crèvecœur-le-Grand. Dans le cadre du redécoupage cantonal de 2014 en France, cette circonscription administrative territoriale a disparu, et le canton n'est plus qu'une circonscription électorale.

#### Rattachements électoraux
Pour les élections départementales, la commune fait partie depuis 2014 du canton de Saint-Just-en-Chaussée
Pour l'élection des députés, elle fait partie de la première circonscription de l'Oise.

### Intercommunalité
La commune faisait partie de la communauté de communes de Crèvecœur-le-Grand Pays Picard A16 Haute Vallée de la Celle, un établissement public de coopération intercommunale (EPCI) à fiscalité propre créé fin 1992 et auquel la commune avait transféré un certain nombre de ses compétences, dans les conditions déterminées par le code général des collectivités territoriales..
Dans le cadre des dispositions de la loi portant nouvelle organisation territoriale de la République (Loi NOTRe) du 7 août 2015, qui prévoit que les établissements publics de coopération intercommunale (EPCI) à fiscalité propre doivent avoir un minimum de 15 000 habitants, le préfet de l'Oise a publié en octobre 2015 un projet de nouveau schéma départemental de coopération intercommunale, qui prévoit la fusion de plusieurs intercommunalités, et notamment celle de Crèvecœur-le-Grand (CCC) et celle des Vallées de la Brèche et de la Noye (CCVBN), soit une intercommunalité de 61 communes pour une population totale de 27 196 habitants.
Après avis favorable de la majorité des conseils communautaires et municipaux concernés, cette intercommunalité dénommée communauté de communes de l'Oise picarde et dont la commune est désormais membre, est créée au 1er janvier 2017.

### Liste des maires
| Période                                  | Période                         | Identité               | Étiquette | Qualité              |
| ---------------------------------------- | ------------------------------- | ---------------------- | --------- | -------------------- |
| Les données manquantes sont à compléter. |                                 |                        |           |                      |
| avant 1864                               |                                 | M. Thorel              |           |                      |
| Avant 1904                               |                                 | Alfred Paris           |           |                      |
| avant 1912                               | après 1921                      | Charles-Marcel Legrand |           | Instituteur retraité |
| Les données manquantes sont à compléter. |                                 |                        |           |                      |
| mars 1977                                | 2008                            | Pierre Caulier         |           | Chef d'entreprise    |
| mars 2008                                | juillet 2020                    | Didier Cornet          |           | Agriculteur          |
| juillet 2020                             | En cours (au 17 septembre 2022) | Sylvie Leclerc         |           |                      |

## Équipements et services publics

### Enseignement

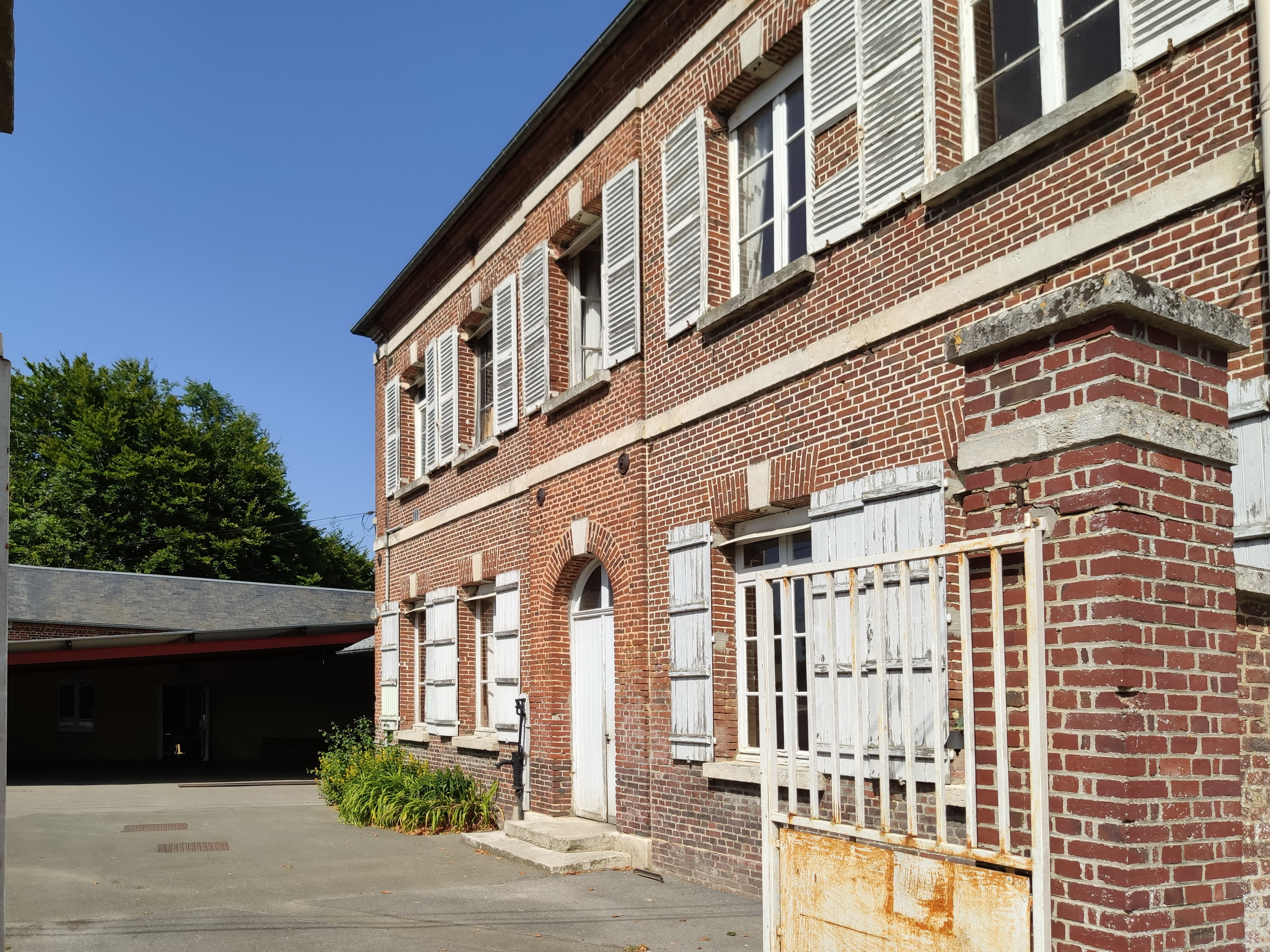
L'entrée de l'école au sein de la mairie-école.

En 2016, les enfants de la commune sont scolarisés dans le cadre d'un regroupement pédagogique intercommunal regroupant Croissy-sur-Celle, Doméliers et Fontaine-Bonneleau.

### Postes et télécommunications
Le village est longtemps resté en « zone blanche », non desservie par le téléphone mobile. Un pilône a été enfin mis en service en 2019,.

## Population et société

### Démographie

#### Évolution démographique
L'évolution du nombre d'habitants est connue à travers les recensements de la population effectués dans la commune depuis 1793. Pour les communes de moins de 10 000 habitants, une enquête de recensement portant sur toute la population est réalisée tous les cinq ans, les populations de référence des années intermédiaires étant quant à elles estimées par interpolation ou extrapolation. Pour la commune, le premier recensement exhaustif entrant dans le cadre du nouveau dispositif a été réalisé en 2007.

En 2022, la commune comptait 235 habitants, en évolution de −6,37 % par rapport à 2016 (Oise : +0,87 %, France hors Mayotte : +2,11 %).
| 1793 | 1800 | 1806 | 1821 | 1831 | 1836 | 1841 | 1846 | 1851 |
| ---- | ---- | ---- | ---- | ---- | ---- | ---- | ---- | ---- |
| 510  | 479  | 471  | 453  | 560  | 526  | 515  | 500  | 501  |

| 1856 | 1861 | 1866 | 1872 | 1876 | 1881 | 1886 | 1891 | 1896 |
| ---- | ---- | ---- | ---- | ---- | ---- | ---- | ---- | ---- |
| 510  | 537  | 485  | 441  | 480  | 482  | 418  | 356  | 362  |

| 1901 | 1906 | 1911 | 1921 | 1926 | 1931 | 1936 | 1946 | 1954 |
| ---- | ---- | ---- | ---- | ---- | ---- | ---- | ---- | ---- |
| 401  | 358  | 352  | 326  | 280  | 297  | 300  | 302  | 266  |

| 1962 | 1968 | 1975 | 1982 | 1990 | 1999 | 2006 | 2007 | 2012 |
| ---- | ---- | ---- | ---- | ---- | ---- | ---- | ---- | ---- |
| 329  | 318  | 292  | 279  | 252  | 287  | 288  | 285  | 269  |

| 2017 | 2022 | - | - | - | - | - | - | - |
| ---- | ---- | - | - | - | - | - | - | - |
| 244  | 235  | - | - | - | - | - | - | - |

#### Pyramide des âges
En 2018, le taux de personnes d'un âge inférieur à 30 ans s'élève à 28,7 %, soit en dessous de la moyenne départementale (37,3 %). À l'inverse, le taux de personnes d'âge supérieur à 60 ans est de 30,9 % la même année, alors qu'il est de 22,8 % au niveau départemental.
En 2018, la commune comptait 124 hommes pour 118 femmes, soit un taux de 51,24 % d'hommes, largement supérieur au taux départemental (48,89 %).
Les pyramides des âges de la commune et du département s'établissent comme suit.
| Hommes | Classe d’âge | Femmes |
| ------ | ------------ | ------ |
| 0,8    | 90 ou +      | 1,8    |
| 6,6    | 75-89 ans    | 11,3   |
| 22,3   | 60-74 ans    | 18,9   |
| 21,6   | 45-59 ans    | 22,9   |
| 16,7   | 30-44 ans    | 19,7   |
| 15,7   | 15-29 ans    | 15,7   |
| 16,1   | 0-14 ans     | 9,8    |

| Hommes | Classe d’âge | Femmes |
| ------ | ------------ | ------ |
| 0,5    | 90 ou +      | 1,4    |
| 5,5    | 75-89 ans    | 7,6    |
| 15,6   | 60-74 ans    | 16,3   |
| 20,8   | 45-59 ans    | 20     |
| 19,4   | 30-44 ans    | 19,4   |
| 17,6   | 15-29 ans    | 16,2   |
| 20,6   | 0-14 ans     | 19,1   |

## Économie
La commune est un village agricole qui ne comprend plus de commerces de proximité. Plusieurs artisans y sont installés, ainsi qu'un camping.

## Culture locale et patrimoine

### Lieux et monuments
- L'église Saint-Georges, reconstruite au XVIe siècle, avec deux grandes arcades en plein cintre, bouchées, qui peuvent être d'origine romane. L'intérieur a été très restauré au XIXe siècle[25] ;
- La source ornée d'une vierge à l'Enfant, près de la Celle
- La Coulée verte de la vallée de la Celle, chemin de promenade aménagé sur l'emprise de l'ancienne ligne de Saint-Omer-en-Chaussée à Vers (reliant Beauvais à Amiens) ;
- Paysage agricole rural de la vallée de la Selle.

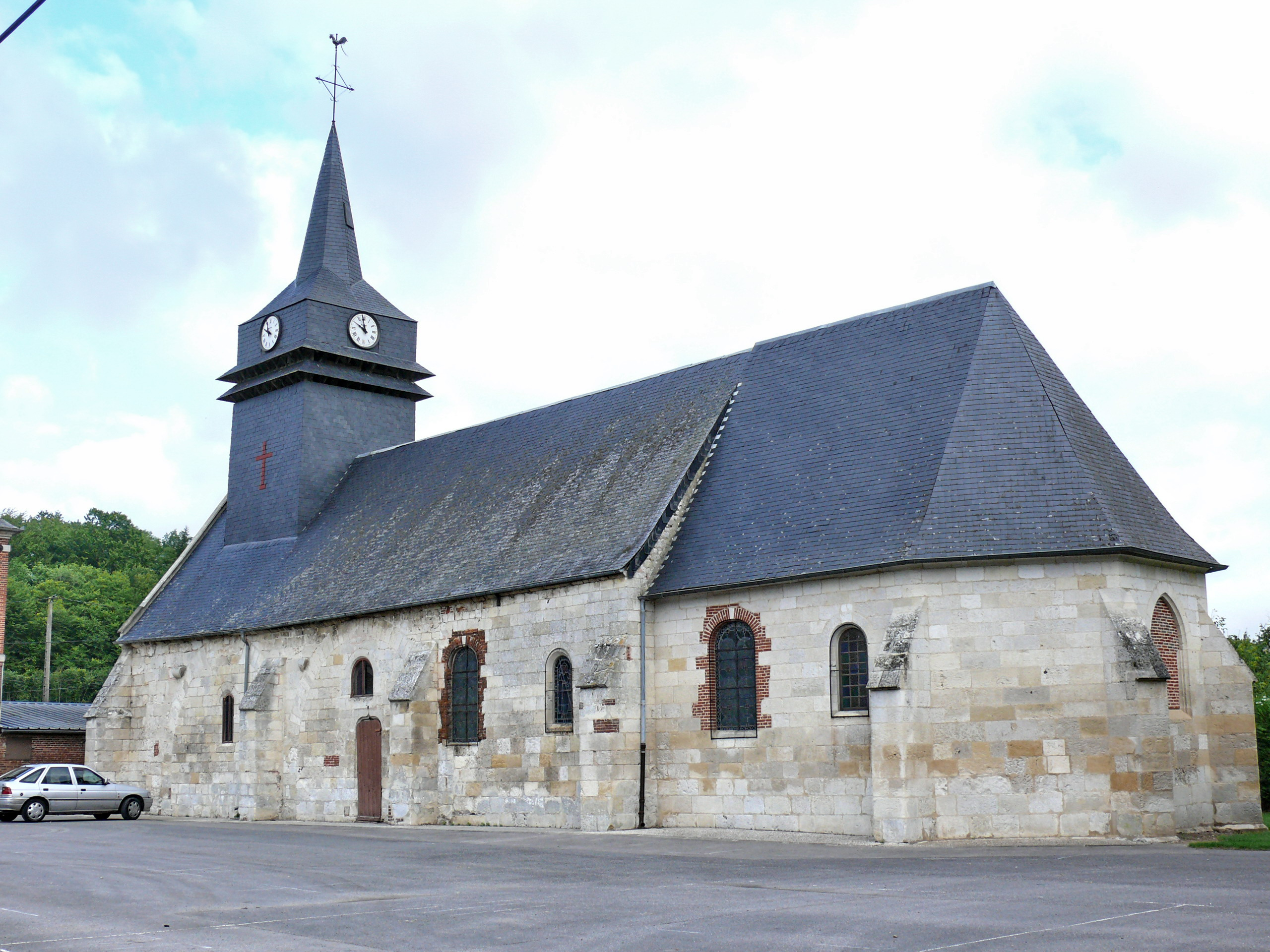
L'église Saint-Georges.
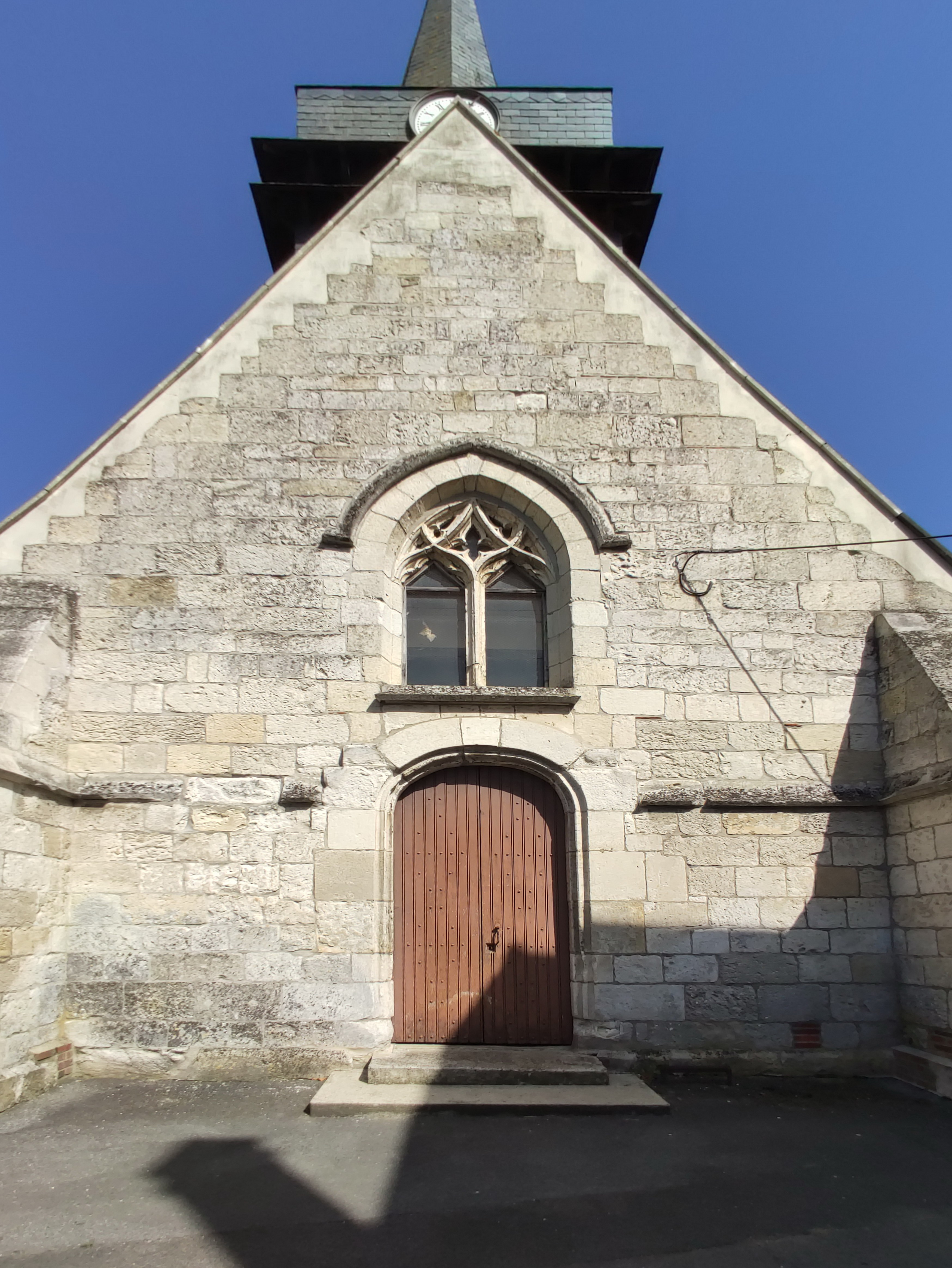
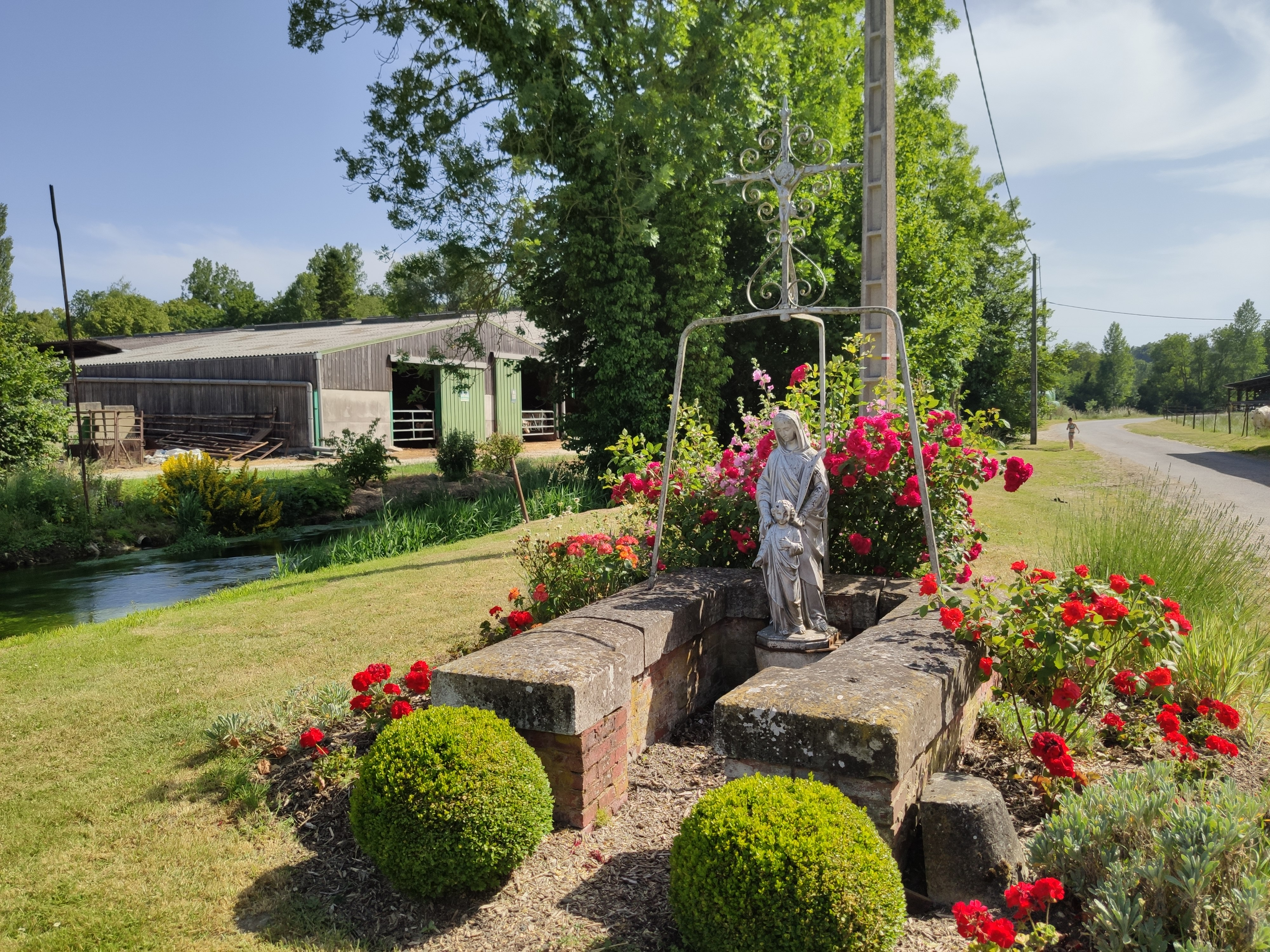
La source.

### Personnalités liées à la commune
- Auguste Ranson (1854-1928), homme politique né à Fontaine-Bonneleau, sénateur de la Seine de 1907 à 1927.